# دون كينغ (مدير فني)
دون كينغ (بالإنجليزية: Don King)‏ هو مدير فني أمريكي، ولد في 1 فبراير 1926.